# MD Helicopters Explorer
Die MD 900 Explorer ist ein achtsitziger, zweimotoriger Hubschrauber mit Turbinenantrieb des US-amerikanischen Herstellers MD Helicopters. Die United States Coast Guard nutzt das Modell unter dem Namen MH-90 Enforcer.

## Geschichte
Die ersten Studien des MD Explorers wurden von McDonnell Douglas im Februar 1988 als Typ MDX vorgestellt. Die Entscheidung zur Entwicklung wurde jedoch erst ein Jahr später getroffen. Die Serienausführung trug anfangs die Bezeichnung MD 900 bzw. MD 901/MD 902, die später in MD Explorer geändert wurde. Der erste Prototyp startete am 18. Dezember 1992 zu seinem Erstflug.
Der erste Serienhelikopter startete am 3. August 1994 und erhielt am 2. Dezember 1994 seine FAA-Zulassung. Im selben Monat erfolgte die erste Auslieferung. 1996 folgte die europäische Zulassung. Die erste Maschine des verbesserten Typs MD 902, der mit stärkeren Triebwerken, verbesserter Heizung und einem EFIS ausgerüstet und nachtflugtauglich ist, wurde im Mai 1998 nach Japan geliefert (Erstflug 1997). Im Januar 2000 waren 57 Maschinen der Serie im Einsatz.
Inzwischen wird auch eine bewaffnete militärische Variante als MH-90 Enforcer angeboten.

## Technik
Besonderheit dieses Typs ist der heckrotorlose Drehmomentausgleich nach dem NOTAR-Prinzip. Dadurch ist er besonders als Rettungshubschrauber geeignet, weil die Personengefährdung durch den Heckrotor beim Rettungseinsatz entfällt. Das NOTAR-System wird durch ein in der Wurzel des Heckauslegers installiertes Gebläse mit Druckluft versorgt. Dieses hat 56 cm Durchmesser und 13 verstellbare Blätter und wird durch das Hauptgetriebe angetrieben.
Die Zelle und die fünf gelenklosen Rotorblätter bestehen weitgehend aus Kohlefaserverbundwerkstoffen. Als Antrieb waren anfangs Triebwerke von Turbomeca geplant, was jedoch später zugunsten der gedrosselten, mit einem digitalen Steuersystem (FADEC-Full Authority Digital Engine Control) ausgestatteten Pratt & Whitney PW206A aufgegeben wurde. Als Landevorrichtung dient ein Kufenlandegestell.

## Versionen
MD 900 Explorer
Erstes Serienmodell
MD 901 Explorer
Zivile Variante des Hubschraubers
MD 902
Name der ersten verbesserten Variante, die auch mit neuen Motoren verfügbar ist. Sie verfügt weiterhin über zusätzliche Funktionen zur Motorisolierung und Änderungen am integrierten Instrumentenanzeigesystem.
MH-90 Enforcer
Bewaffnete Version für die United States Coast Guard
MD 969 Combat Explorer
Version als leichter Kampfhubschrauber

## Technische Daten

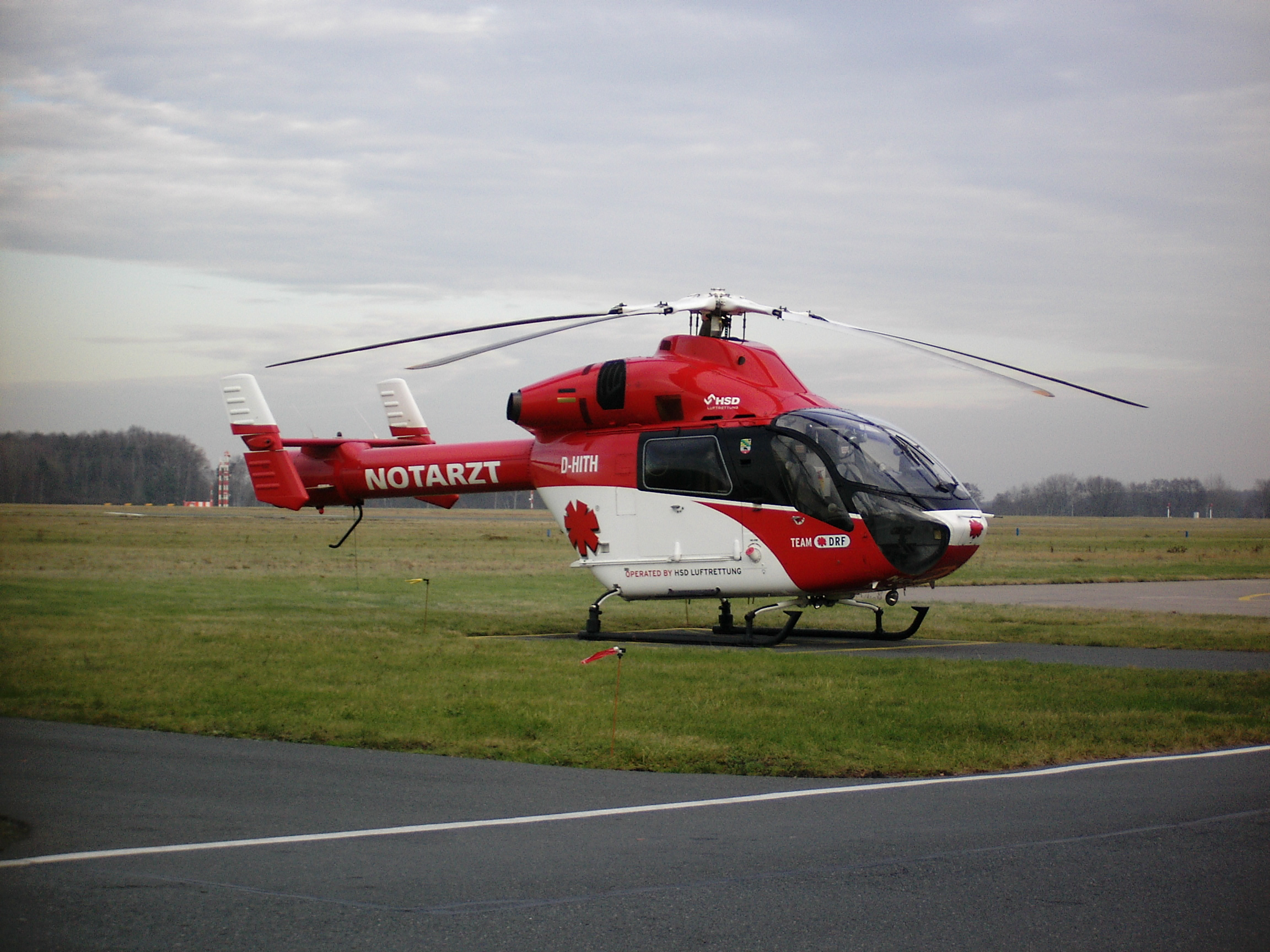
MD 900 „D-HITH“ (DRF Luftrettung)

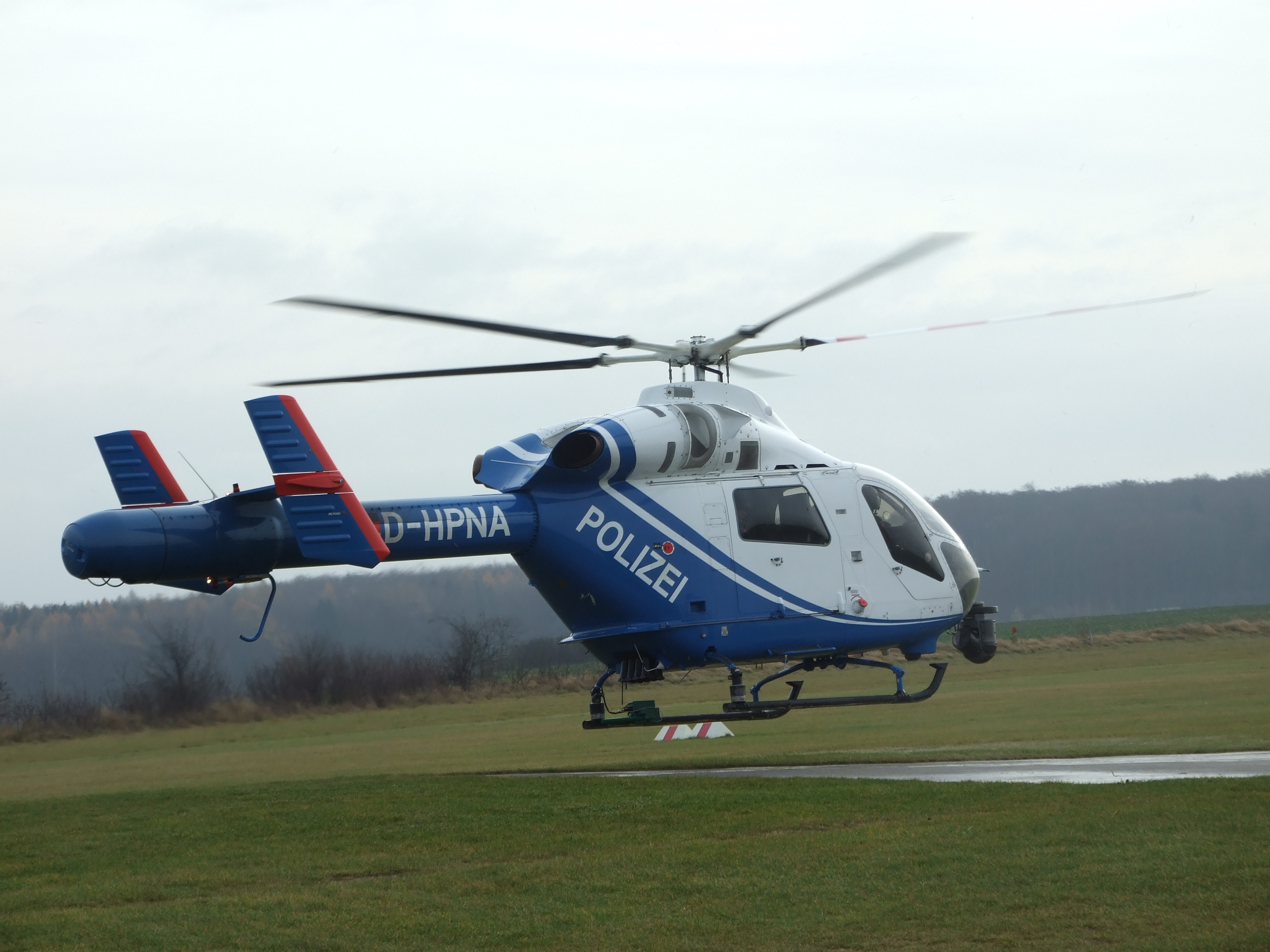
MD 902 Explorer „D-HPNA“ der Polizei Niedersachsen auf dem Flugplatz Bad Gandersheim

| Kenngröße                | Daten der MD 902 Explorer                                                       | Daten der MD 902 Explorer                                                       |
| ------------------------ | ------------------------------------------------------------------------------- | ------------------------------------------------------------------------------- |
| Besatzung                | 1–2                                                                             | 1–2                                                                             |
| Passagiere               | 6–7; im Rettungseinsatz Arzt und 2 Tragen                                       | 6–7; im Rettungseinsatz Arzt und 2 Tragen                                       |
| Rumpflänge               | 10,39 m                                                                         | 10,39 m                                                                         |
| Länge über alles         | 12,37 m (Rotor drehend)                                                         | 12,37 m (Rotor drehend)                                                         |
| Breite                   | Kabine (außen)                                                                  | 1,62 m                                                                          |
| Breite                   | in Höhe der Triebwerke                                                          | 1,80 m                                                                          |
| Breite                   | mit Heckleitwerk                                                                | 2,84 m                                                                          |
| Breite                   | an den Kufen                                                                    | 2,23 m                                                                          |
| Kabinengröße (L × B × H) | 1,91 × 1,45 × 1,24 m                                                            | 1,91 × 1,45 × 1,24 m                                                            |
| Höhe                     | 3,66 m                                                                          | 3,66 m                                                                          |
| Rotordurchmesser         | 10,34 m                                                                         | 10,34 m                                                                         |
| Außenlast                | 1360 kg (Anhängelast)                                                           | 1360 kg (Anhängelast)                                                           |
| Leermasse                | 1530 kg                                                                         | 1530 kg                                                                         |
| max. Startmasse          | 2948 kg (3130 kg mit Außenlast)                                                 | 2948 kg (3130 kg mit Außenlast)                                                 |
| Triebwerke               | 2 × Pratt & Whitney Canada PW206E mit je 373 kW Dauer- und 410 kW Startleistung | 2 × Pratt & Whitney Canada PW206E mit je 373 kW Dauer- und 410 kW Startleistung |
| Treibstoffvorrat         | 730 l                                                                           | 730 l                                                                           |
| Rotordrehzahl NR/100 %   | 392/min                                                                         | 392/min                                                                         |
| Höchstgeschwindigkeit    | 259 km/h                                                                        | 259 km/h                                                                        |
| Reisegeschwindigkeit     | 252 km/h                                                                        | 252 km/h                                                                        |
| max. Steigrate           | 10–14 m/s a                                                                     | 10–14 m/s a                                                                     |
| Dienstgipfelhöhe         | 4200–6100 m a                                                                   | 4200–6100 m a                                                                   |
| Reichweite               | 485–600 km a                                                                    | 485–600 km a                                                                    |